# Караташ (Афганистан)
Караташ (дари قره تاش) — кишлак на северо-востоке Афганистана, в вилаяте (провинции) Бадахшан. Входит в состав района Вахан.

## Географическое положение
Караташ расположен на северо-востоке Бадахшана, в высокогорной местности, на правом берегу реки Вахджир (верхнее течение Вахандарьи), на расстоянии приблизительно 325 километров к востоку от города Файзабада, административного центра вилаята. Абсолютная высота — 4254 метра над уровнем моря. Ближайший населённый пункт — кишлак Чарташ (ниже по течению Вахджира).

## Население
В национальном составе населения преобладают киргизы.